# Boehmeria tsaratananensis
Boehmeria tsaratananensis är en nässelväxtart som beskrevs av Jacques Désiré Leandri. Boehmeria tsaratananensis ingår i släktet Boehmeria och familjen nässelväxter. Inga underarter finns listade i Catalogue of Life.